# 伊藤拓郎 (野球)
伊藤 拓郎（いとう たくろう、1993年4月2日 - ）は、徳島県阿南市生まれ、東京都練馬区出身の元プロ野球選手、元社会人野球選手（投手）。右投右打。

## 経歴

### プロ入り前
徳島県阿南市生まれ、東京都練馬区育ち。小学2年から野球を始めて、地元チームのツバメ野球部でプレーする。大泉西中では東練馬リトルシニアに所属、3年時にAAアジアチャレンジマッチ日本代表に選出される。
帝京高に進学すると、1年時春から公式戦に登板。背番号18でベンチ入りした第91回全国高等学校野球選手権大会の2回戦（初戦）・敦賀気比高戦の9回2死からリリーフとして登板し甲子園デビューを果たすと、最速147km/hを記録。続く3回戦の九州国際大附高戦では148km/hをマークして、大阪桐蔭の中田翔が2005年の夏に記録した1年生の最速記録を更新した。秋からは背番号11を背負いながら主戦となり、第82回選抜高等学校野球大会に出場。1回戦の神戸国際大附高戦と2回戦の三重高戦で2試合連続で完投勝利する活躍でベスト8入りを果たす。
2年になるとスピードを追い求めるあまりにフォームを崩し、制球が乱れるようになる。さらに、夏に背筋痛に苦しみ伸び悩んだ。同じくして、帝京高の投手コーチが退任し、投手を指導できる人物がいなくなったこともあり、その後も調子は上がらず、3年時春の都大会では初戦敗退を喫する。一転、夏は球速へのこだわりを捨て緩急で勝負することを決意し、東東京予選準々決勝の修徳高戦では7回参考記録ながらノーヒットノーランを記録。決勝の関東一高戦では9回1失点の完投で甲子園出場を果たした。第93回全国高等学校野球選手権大会では、初戦で大谷翔平がエースの花巻東高戦で先発し4回途中5失点で降板したがチームは8-7で勝利する。2回戦の八幡商業高戦では、定評のあった打撃を生かすため先発は後輩の投手に託し一塁手として出場した。チームは3-0とリードし9回表の守りにつくも、1死から連打を浴び1点を返された直後に逆転満塁本塁打を打たれ3-5で敗退した。結局マウンドに上がることはなかったが試合後はホームランを打たれた後輩や1年時から苦楽をともにした松本剛を笑顔で慰めた。野球部の2学年先輩に原口文仁、1学年先輩に山﨑康晃、2学年後輩に石川亮がいる。
2011年10月27日、プロ野球ドラフト会議で横浜ベイスターズからドラフト指名最後となる9位で指名を受け、11月22日に契約金1000万円、年俸450万円（金額は推定）で契約した。背番号は67に決定した。高校の同期である松本剛も、北海道日本ハムファイターズから2位指名を受けた。その後12月2日に球団名が横浜DeNAベイスターズになったため、横浜ベイスターズに支配下でのドラフト指名された最後の選手となった。

### 横浜・DeNA時代
2012年には、10月5日にプロ入り後初の出場選手登録を果たすと、同日の対読売ジャイアンツ戦（東京ドーム）に救援投手として一軍デビュー。一軍公式戦には、この試合を含めて2試合に登板した。
2013年以降は一軍公式戦への登板機会がなく、2014年10月3日に球団から戦力外通告を受けた。通告後には、2度にわたって12球団合同トライアウトに参加。NPB加盟球団からの獲得オファーがなかった一方で、11月22日には、BCリーグの富山サンダーバーズが伊藤の獲得に乗り出すことが報じられた。12月2日に、自由契約選手としてNPBから公示、同月27日には、BCリーグの群馬ダイヤモンドペガサスが伊藤の獲得を発表した。群馬への入団に至った背景には、DeNA時代のチームメイトで、当時群馬のシニアディレクターを務めていたアレックス・ラミレスからの勧めがあったという。

### BCリーグ・群馬時代
2015年には、リーグ戦29試合に登板。6勝6敗、防御率4.81という成績を残した。シーズン終了後の11月10日には、前年に続いて、12球団合同トライアウトへ参加している。その後は単身でオーストラリアのウインターリーグ（ABL）に参加、アデレード・バイトに所属し、7試合に登板（先発1試合）、2勝0敗、防御率2.51の成績を挙げ、ポストシーズンにも2試合登板している。
2016年も引き続き群馬でプレーし、ウインターリーグの経験から前年より調子を上げ、16試合に登板、8勝2敗、防御率2.48と成績が良化した。この年リーグ優勝した群馬が出場したグランドチャンピオンシップにも登板、1勝を挙げて、シリーズのMVPに選ばれた。11月12日、3年連続となる12球団合同トライアウトに参加し、1安打1四球1凡打の内容だった。
2017年はオフに12球団合同トライアウトを受けることを目標とせず、群馬でのプレーに専念し、投手陣のリーダーとしてチームを引っ張る。結果、リーグトップタイの13勝を挙げ、東地区優勝に貢献。最多勝利と最多奪三振のタイトルを獲得する活躍をした。10月30日に退団が発表された。

### BCリーグ・群馬退団後

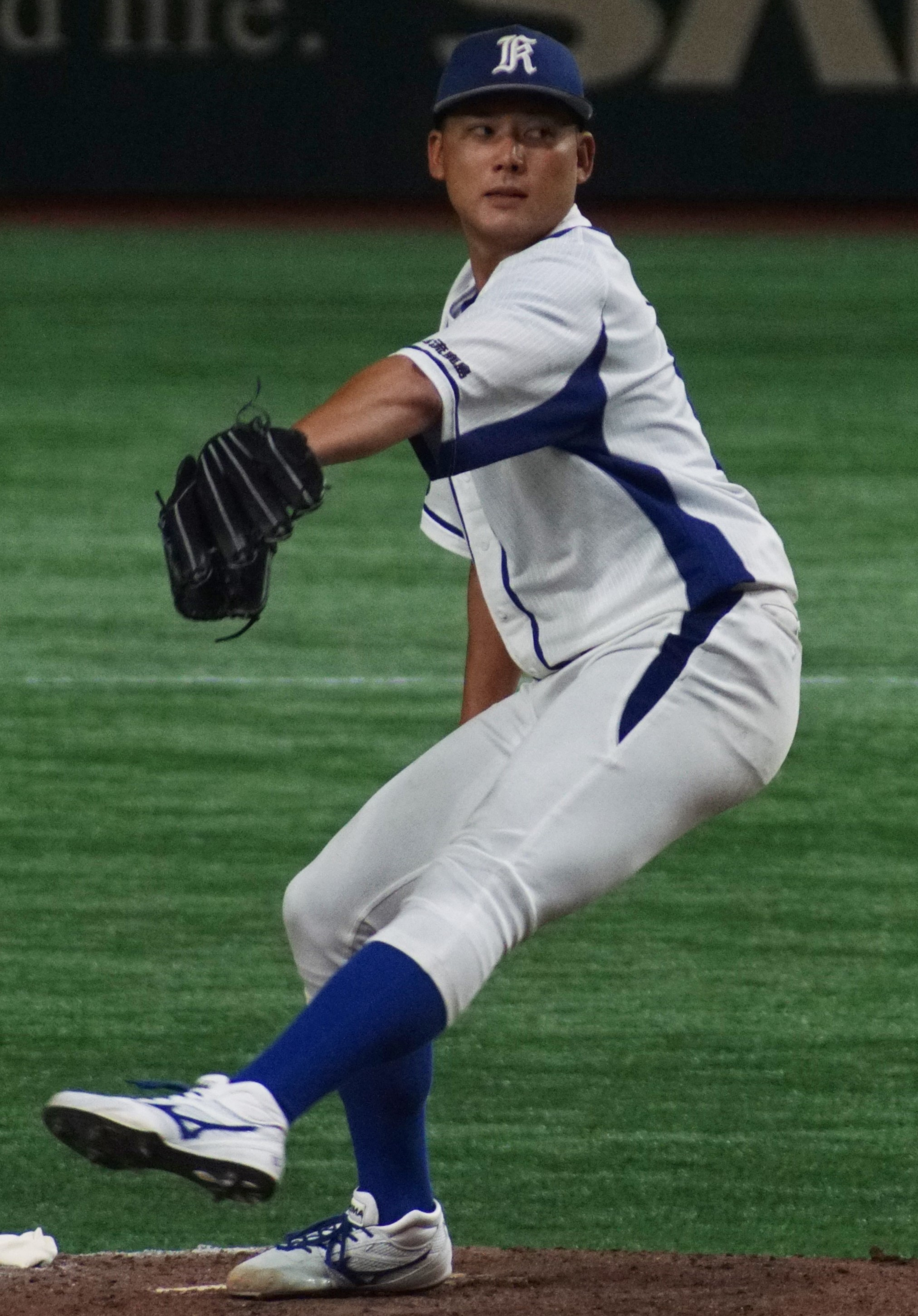
日本製鉄鹿島時代
（2020年11月25日、東京ドームにて）

2018年からは、社会人野球の新日鉄住金鹿島にてプレーを続けることとなった（所属は日鉄住金物流鹿島）。同年8月に結婚。
2024年限りで退部。翌年から古巣DeNAのベースボールスクールコーチに就任。

## 選手としての特徴・人物
高校1年生のときに記録した最速148km/hのストレートと鋭いスライダーが武器。ただし、プロ入り後は一度も148km/hを上回ることができず、2014年の12球団合同トライアウトでは最速138km/hまで球速が落ちていたが、2015年のオフのウインターリーグで最速146km/hにまで球速を戻している。ドラフト指名時は潜在能力を高く評価されていて、打撃センスも抜群だと評価されていた。
自身の球歴が3年ごとに区切りが来ていると感じており、高校、DeNA（横浜）、BCL群馬にそれぞれ3年間ずつ所属した。なお、その後に入社した日本製鉄鹿島では、3年以上プレーを続けている。

## 詳細情報

### 年度別投手成績
| 年 度     | 球 団     | 登 板 | 先 発 | 完 投 | 完 封 | 無 四 球 | 勝 利 | 敗 戦 | セ 丨 ブ | ホ 丨 ル ド | 勝 率 | 打 者 | 投 球 回 | 被 安 打 | 被 本 塁 打 | 与 四 球 | 敬 遠 | 与 死 球 | 奪 三 振 | 暴 投 | ボ 丨 ク | 失 点 | 自 責 点 | 防 御 率 | W H I P |
| --------- | --------- | ----- | ----- | ----- | ----- | -------- | ----- | ----- | -------- | ----------- | ----- | ----- | -------- | -------- | ----------- | -------- | ----- | -------- | -------- | ----- | -------- | ----- | -------- | -------- | ------- |
| 2012      | DeNA      | 2     | 0     | 0     | 0     | 0        | 0     | 0     | 0        | 1           | ----  | 9     | 2.0      | 1        | 0           | 2        | 0     | 0        | 2        | 0     | 0        | 0     | 0        | 0.00     | 1.50    |
| 通算：1年 | 通算：1年 | 2     | 0     | 0     | 0     | 0        | 0     | 0     | 0        | 1           | ----  | 9     | 2.0      | 1        | 0           | 2        | 0     | 0        | 2        | 0     | 0        | 0     | 0        | 0.00     | 1.50    |

### 記録
NPB
- 初登板：2012年10月5日、対読売ジャイアンツ22回戦（東京ドーム）、8回裏に4番手で救援登板・完了、1回無失点
- 初奪三振：同上、8回裏に長野久義から空振り三振
- 初ホールド：2012年10月8日、対広島東洋カープ24回戦（横浜スタジアム）、3回表に2番手で救援登板、1回無失点

### 独立リーグでの投手成績
| 年 度     | 球 団     | 登 板 | 完 投 | 勝 利 | 敗 戦 | セ 丨 ブ | 勝 率 | 打 者 | 投 球 回 | 被 安 打 | 被 本 塁 打 | 与 四 球 | 与 死 球 | 奪 三 振 | 暴 投 | ボ 丨 ク | 失 点 | 自 責 点 | 防 御 率 | W H I P |
| --------- | --------- | ----- | ----- | ----- | ----- | -------- | ----- | ----- | -------- | -------- | ----------- | -------- | -------- | -------- | ----- | -------- | ----- | -------- | -------- | ------- |
| 2015      | 群馬      | 29    | 0     | 6     | 6     | 0        | .500  | 389   | 88.0     | 98       | 5           | 29       | 7        | 64       | 8     | 5        | 49    | 47       | 4.81     | 1.44    |
| 2016      | 群馬      | 16    | 1     | 8     | 2     | 0        | .800  | 280   | 65.1     | 70       | 2           | 16       | 4        | 59       | 3     | 0        | 24    | 18       | 2.48     | 1.32    |
| 2017      | 群馬      | 23    | 5     | 13    | 6     | 0        | .684  | 673   | 160.2    | 134      | 5           | 46       | 19       | 123      | 7     | 0        | 63    | 46       | 2.58     | 1.14    |
| 通算：3年 | 通算：3年 | 68    | 6     | 27    | 14    | 1        | .659  | 1342  | 314.0    | 302      | 12          | 91       | 30       | 246      | 18    | 5        | 136   | 111      | 3.18     | 1.25    |

- 各年度の太字はリーグ最高

### 独立リーグでのタイトル・表彰
BCL
- 最多勝利 （2017年）[24]
- 最多奪三振 （2017年）[24]

IPBL
- グランドチャンピオンシップ最優秀選手賞 （2016年）

### ウィンターリーグでの投手成績
| 年 度     | 球 団      | 登 板 | 先 発 | 完 投 | 完 封 | 無 四 球 | 勝 利 | 敗 戦 | セ 丨 ブ | ホ 丨 ル ド | 勝 率 | 打 者 | 投 球 回 | 被 安 打 | 被 本 塁 打 | 与 四 球 | 敬 遠 | 与 死 球 | 奪 三 振 | 暴 投 | ボ 丨 ク | 失 点 | 自 責 点 | 防 御 率 | W H I P |
| --------- | ---------- | ----- | ----- | ----- | ----- | -------- | ----- | ----- | -------- | ----------- | ----- | ----- | -------- | -------- | ----------- | -------- | ----- | -------- | -------- | ----- | -------- | ----- | -------- | -------- | ------- |
| 2015-2016 | アデレード | 7     | 1     | 0     | 0     | 0        | 2     | 0     | 0        | --          | 1.000 | 64    | 14.1     | 9        | 0           | 9        | 0     | 3        | 9        | 1     | 0        | 6     | 4        | 2.51     | 1.26    |
| 通算：1年 | 通算：1年  | 7     | 1     | 0     | 0     | 0        | 2     | 0     | 0        | --          | 1.000 | 64    | 14.1     | 9        | 0           | 9        | 0     | 3        | 9        | 1     | 0        | 6     | 4        | 2.51     | 1.26    |

### 背番号
- 67 （2012年 - 2017年）
- 15 （2015年 - 2016年） ※アデレード・バイトでの背番号